# Liste der Baudenkmäler in Urspringen
Auf dieser Seite sind die Baudenkmäler in der unterfränkischen Gemeinde Urspringen zusammengestellt. Diese Tabelle ist eine Teilliste der Liste der Baudenkmäler in Bayern. Grundlage ist die Bayerische Denkmalliste, die auf Basis des Bayerischen Denkmalschutzgesetzes vom 1. Oktober 1973 erstmals erstellt wurde und seither durch das Bayerische Landesamt für Denkmalpflege geführt wird. Die folgenden Angaben ersetzen nicht die rechtsverbindliche Auskunft der Denkmalschutzbehörde.
 Diese Liste gibt den Fortschreibungsstand vom 15. April 2020 wieder und enthält 34 Baudenkmäler.

## Baudenkmäler
| Lage                                          | Objekt                            | Beschreibung | Akten-Nr.     | Bild |
| --------------------------------------------- | --------------------------------- | --- | ------------- | ---- |
| Altenberg; am Beginn Ansbacher Weg (Standort) | Bildstock                         | bez. 1654 nicht nachqualifiziert, im Bayerischen Denkmal-Atlas nicht kartiert | D-6-77-193-31 | BW   |
| Am Ansbacher Weg (Standort)                   | Wegkapelle                        | kleiner Walmdachbau mit Bildnische, Putzmauerwerk mit Sandsteinrahmungen, bez. 1856, erneuert. | D-6-77-193-28 | BW   |
| Baumgarten; am Blutskäppelein (Standort)      | Bildhäuschen                      | nicht nachqualifiziert, im Bayerischen Denkmal-Atlas nicht kartiert | D-6-77-193-30 | BW   |
| Billingshäuser Straße (Standort)              | Bildstock                         | Pfeiler mit Kielbogen-Nischenaufsatz, Sandstein, 1650. | D-6-77-193-1  | BW   |
| Nähe Castellstraße (Standort)                 | Maria-Hilf-Kapelle                | Dreiseitig geschlossener Sandsteinquaderbau mit Satteldach und geohrtem Portal, neubarock, bez. 1912; mit Ausstattung | D-6-77-193-39 | BW   |
| Espelein (Standort)                           | Sühnekreuz                        | mit Kreuzstabrelief, Sandstein, spätmittelalterlich. | D-6-77-193-36 | BW   |
| Frankenstraße (Standort)                      | Heiligenfigur                     | geschweifter Sockel mit Immaculatafigur, Sandstein, spätbarock, bez. 1791, Sockel erneuert. | D-6-77-193-15 | BW   |
| Hauptstraße (Standort)                        | Bildstock                         | Sockel mit Achteckpfeiler in Säule übergehend und Reliefaufsatz 'Kreuzigungsgruppe' mit haubenförmigem Abschluss und Kreuzbekrönung, Sandstein, bez. 1723, Sockel u. Pfeiler erneuert                                     | D-6-77-193-5  | BW   |
| Hauptstraße 15 (Standort)                     | Gasthaus                          | zweigeschossiger Satteldachbau mit Zierfachwerkobergeschoss in Ecklage, Erdgeschoss mit geohrten Sandsteinrahmungen, um 1700                                                                                              | D-6-77-193-3  | BW   |
| Hauptstraße 33 (Standort)                     | Fußgängerpforte                   | mit Kreuzschlepper Sandstein, 18./19. Jahrhundert | D-6-77-193-4  | BW   |
| Hellstraße (Standort)                         | Kreuzigungsgruppe                 | Inschriftsockel mit Kreuzigungsgruppe, Sandstein, bez. 1722, erneuert | D-6-77-193-6  | BW   |
| Judengasse 1 (Standort)                       | Ehemalige Jüdische Schule         | eingeschossiger Satteldachbau mit Drempel und eingetieftem Untergeschoss, Putzfassade mit sparsamen Sandsteingliederungen, 2. H. 19. Jh.                                                                                  | D-6-77-193-37 | BW   |
| Judengasse 5 (Standort)                       | Ehemalige Synagoge                | zweigeschossiger Walmdachbau mit Sandsteinrahmungen, vermauerter Chuppa-Stein, 19. Jahrhundert; mit Ausstattung | D-6-77-193-2  | BW   |
| Kirchstraße 1 (Standort)                      | Bauernhof, Bauernhaus             | zweigeschossiger giebelständiger Halbwalmdachbau mit Zierfachwerkobergeschoss, um 1700 | D-6-77-193-7  | BW   |
| Kirchstraße 1 (Standort)                      | Bauernhof, Nebengebäude           | | D-6-77-193-7  | BW   |
| Kirchstraße 1 (Standort)                      | Bauernhof, Hoftor                 | mit Fußgängerpforte und alten Tür- und Torflügeln, bez. 1812 | D-6-77-193-7  | BW   |
| Kirchstraße 4 (Standort)                      | Hoftor                            | hölzerne Torkonstruktion mit Satteldach, bez. 1841 und Fußgängerpforte mit profilierter Sandsteinrahmung in Mauerstück, bez. 1736                                                                                         | D-6-77-193-8  | BW   |
| Kirchstraße 6 (Standort)                      | Wohnhaus                          | zweigeschossiger Krüppelwalmdachbau mit Fachwerkobergeschoss 18. Jahrhundert, Erdgeschoss verändert, vermauerter Nischen-Bildstockaufsatz, bez. 1681                                                                      | D-6-77-193-9  | BW   |
| Kirchstraße 9 (Standort)                      | Katholische Pfarrkirche St. Maria | Chorturmkirche mit Satteldach und Vorhalle sowie dachreiterartigem Achteckturm mit Spitzhelm, Putzfassade mit Sandsteingliederungen neuromanisch, unter Beteiligung von Johann Gottfried Gutensohn, 1844; mit Ausstattung | D-6-77-193-10 | BW   |
| Kirchstraße 9 (Standort)                      | Friedhofskreuz                    | Inschriftsockel mit Kruzifix, Sandstein, bez. 1689 | D-6-77-193-10 | BW   |
| Kirchstraße 9 (Standort)                      | Grabsteine                        | 17.–19. Jahrhundert, teils in angrenzender Pfarrhofsmauer eingemauert | D-6-77-193-10 | BW   |
| Laudenbacher Weg (Standort)                   | Wegkapelle                        | kleiner unverputzter Bruchsteinbau mit Satteldach und Bildnische, bez. 1875 | D-6-77-193-23 | BW   |
| Laudenbacher Weg (Standort)                   | Wegkapelle                        | kleiner Satteldachbau mit halbrundem Schluss, Mitte 20. Jahrhundert, vermauertes Bildstockrelief 'Madonna', Sandstein, 18. Jahrhundert                                                                                    | D-6-77-193-34 | BW   |
| Mehlen (Standort)                             | Feldkapelle                       | kleiner Satteldachbau mit Bildnische, Sandsteinquadermauerwerk, 2. H. 19. Jahrhundert nachqualifiziert | D-6-77-193-33 | BW   |
| Mitteldorfstraße 11 (Standort)                | Dachdeckung                       | mit Zierziegeln, 19. Jahrhundert | D-6-77-193-11 | BW   |
| Mitteldorfstraße 16 (Standort)                | Wohnhaus                          | zweigeschossiger traufständiger Satteldachbau mit verputztem Fachwerkobergeschoss und rundbogiger Tordurchfahrt, bez. 1601.                                                                                               | D-6-77-193-12 | BW   |
| Mühlwiesen (Standort)                         | Bildstock                         | Postament mit abgefastem Pfeiler und Flachnischenaufsatz mit geschweiftem Kreuzdach, Sandstein, 1. H. 17. Jahrhundert | D-6-77-193-35 | BW   |
| Neuenberg (Standort)                          | Wegkapelle                        | kleiner verputzter Pyramidendachbau mit Sandsteinrahmung, bez. 1813 | D-6-77-193-29 | BW   |
| Quellenstraße 5 (Standort)                    | Kellerbogen                       | mit jüdischer Inschrift, 18. Jahrhundert | D-6-77-193-13 | BW   |
| Schloßstraße 13, 15 (Standort)                | Bauernhof, Bauernhaus             | Zweigeschossiger Halbwalmdachbau mit Fachwerkobergeschoss in Ecklage, 2. H. 19. Jahrhundert, Erdgeschoss verändert | D-6-77-193-16 | BW   |
| Schloßstraße 15 (Standort)                    | Bauernhof, Nebengebäude           | Schmaler zweigeschossiger Krüppelwalmdachbau mit teilweise verputztem Fachwerkobergeschoss, 19. Jahrhundert | D-6-77-193-16 | BW   |
| Schloßstraße 14 (Standort)                    | Wohnhaus                          | zweigeschossiger traufständiger Satteldachbau, Putzmauerwerk mit Sandstein-Rundbogenrahmungen im Erdgeschoss, klassizistisch, frühes 19. Jahrhundert                                                                      | D-6-77-193-17 | BW   |
| Schloßstraße 18 (Standort)                    | Wohnhaus                          | zweigeschossiger giebelständiger Satteldachbau, verputztes Fachwerkhaus mit vorkragendem Obergeschoss, 17./18. Jh. | D-6-77-193-19 | BW   |
| Schloßstraße 32 (Standort)                    | Bauteile des ehemaligen Schlosses | diamantierte Rundbogentür, Sandstein, Renaissance, 17. Jahrhundert in Gartenmauer und geohrter Türrahmen mit Inschrifttafel, Sandstein, barock, 18. Jahrhundert am Haus vermauert                                         | D-6-77-193-20 | BW   |
| Schmiedsgasse 7 (Standort)                    | Wohnhaus                          | eingeschossiges giebelständiges Fachwerkhaus mit Satteldach, 18./19. Jahrhundert | D-6-77-193-21 | BW   |
| Schmiedsgasse 11 (Standort)                   | Kellertür                         | einfacher Rundbogen mit Schlussstein, Sandstein, bez. 1812 | D-6-77-193-22 | BW   |
| Nähe Schulstraße (Standort)                   | Grabplatte                        | mit umlaufendem Schriftband und figürlichem Relief (Kotwitz von Aulenbach?), Sandstein, bez. 1618, in der Pfarrgartenmauer vermauert                                                                                      | D-6-77-193-24 | BW   |
| Nähe Schulstraße; Schulstraße (Standort)      | Inschrifttafel                    | mit umlaufendem Rankenmedaillon, Sandstein, 18. Jahrhundert | D-6-77-193-25 | BW   |
| Nähe Steinfelder Straße (Standort)            | Bildstock                         | Inschriftsockel mit Engelskopfpostament, Pfeiler und Reliefaufsatz '14 Hl. Nothelfer', Sandstein, Rokoko, bez. 1770 | D-6-77-193-27 | BW   |